# Dolno Konyszko
Dolno Konyszko (macedónul: Долно Коњско) település Észak-Macedóniában, a Délnyugati körzet Ohridi járásában.

## Népesség
| 2002 | 551 |
| 2021 | 521 |

2002-ben 551 lakosa volt, akik mindannyian macedónok.